# تشان كين سينغ
تشان كين سينغ (بالصينية: 陳健星) (مواليد 19 مارس 1985 في ماكاو) لاعب كرة قدم ماكاوي دولي يجيد اللعب في خط الهجوم . يلعب حاليا لصالح نادي ويندزور أرتش كا الأول الماكاوي منذ 2008 .

## روابط خارجية
- تشان كين سينغ على موقع قاعدة بيانات كرة القدم.إي يو (الإنجليزية)
- تشان كين سينغ على موقع ناشيونال فوتبول تيمز (الإنجليزية)